# Magni MB
Le MB1 e MB2 furono due motociclette da strada prodotte dalla casa italiana Magni. Presentate nel 1983, condividevano motore e telaio, differenziandosi solo per la dotazione, più completa per la MB2.

## Storia del progetto
All'inizio degli anni ottanta la Magni aveva prodotto la sua prima moto, motorizzata Honda e commercializzata in due versioni distinte, la MH1 e la MH2. Le due moto riscontrarono un buon successo soprattutto in Germania, tanto che l'importatore tedesco chiese alla Magni di realizzare un nuovo modello motorizzato con un boxer BMW.
Così, tra il 1982 e il 1983 la Magni progettò una nuova moto, stavolta equipaggiata con un BMW type 247 nella versione da 1.000 cm³. Furono impiegati componenti di terze parti per migliorare le prestazioni del motore, come ad esempio testate a 4 valvole, che a seconda della configurazione portavano la potenza dagli originali 70 a circa 80-90 CV.
Il primo prototipo era equipaggiato con il serbatoio da 19 L della precedente MH, ma sul modello di serie ne fu adottato uno in acciaio da 26 L. La scelta fu dettata dall'importatore, che sosteneva che i clienti BMW preferivano serbatoi capienti.
Come per le MH1 e MH2, anche la nuova moto fu presentata in due versioni, rispettivamente MB1 e MB2. La MB2 era la versione di punta, con componenti migliori tra cui forcella Italia e cerchioni EPM. Entrambe le moto condividevano oltre al motore e al telaio, anche un forcellone di nuova concezione, grazie al quale e al contrario di quanto avveniva sulle moto BMW, il motore non era più elemento stressato.
Complessivamente furono prodotti soli 150 esemplari. Questo perché nel 1983 la BMW aveva lanciato la nuova quadricilindrica K100, sospendendo temporaneamente la produzione di motori boxer.
Inoltre, le MB non ottennero il successo sperato in Germania. Il motivo fu che i potenziali clienti tedeschi credevano in effetti che un telaio europeo poteva costituire un miglioramento rispetto ad uno giapponese, e questo giustificava il successo delle MH motorizzata Honda, ma ciò non era vero per uno prodotto dalla BMW.
A seguito di ciò, la Magni decise per i modelli successivi di passare ad un motore italiano, scelta che alla fine si concretizzò con l'adozione di un bicilindrico Guzzi.